# Nordheim vor der Rhön
Nordheim vor der Rhön är en kommun och ort i Landkreis Rhön-Grabfeld i Regierungsbezirk Unterfranken i förbundslandet Bayern i Tyskland.
Kommunen ingår i kommunalförbundet Fladungen tillsammans med staden Fladungen och kommunen Hausen.